# Lake City (California)
Lake City (in passato conosciuta come Tri-Lake City) è un census-designated place (CDP) della contea di Modoc, California, Stati Uniti. La popolazione era di 61 abitanti al censimento del 2010. Si trova a 14 km a nord-nord-ovest di Cedarville, ad un'altitudine di 1410 metri sul livello del mare.
Il primo ufficio postale di Lake City fu aperto nel 1868. Lo ZIP code di Lake City è 96115.
Un libro del 1913 descriveva Lake City come vicino al lago Upper Alkali e con una popolazione di circa 150 abitanti.
La città è menzionata nel romanzo di viaggio California Fault del 1995 dell'autore Thurston Clarke, quando fece riferimento all'area della contea di Modoc dai viaggi del suo bisnonno negli anni 1850 nel Fandango Pass.

## Geografia fisica
Secondo l'Ufficio del censimento degli Stati Uniti, ha una superficie totale di 5,82 mi² (15,07 km²).

## Società

### Evoluzione demografica
Secondo il censimento del 2010, la popolazione era di 61 abitanti.

### Etnie e minoranze straniere
Secondo il censimento del 2010, la composizione etnica del CDP era formata dal 95,1% di bianchi, lo 0,0% di afroamericani, lo 0,0% di nativi americani, lo 0,0% di asiatici, lo 0,0% di oceaniani, lo 0,0% di altre razze, e il 4,9% di due o più razze. Ispanici o latinos di qualunque razza erano lo 0,0% della popolazione.